# Замисел операції

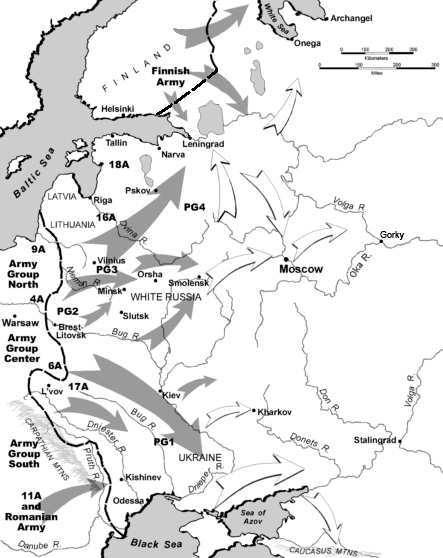
Замисел проведення операції «Барбаросса»

За́мисел опера́ції (бою) — головна ідея в змісті рішення командувача (командира) на майбутні бойові дії.

## Зміст
У замислі наступальної операції (бою) визначаються: якого противника і яким способом розгромити, організація його вогневого ураження, напрями головного та інших ударів, оперативна побудова (бойовий порядок) військ, можливий маневр силами і засобами в ході бойових дій.
У замислі оборонної операції (бою) визначаються: напрями, райони, рубежі, на утриманні яких зосереджуються основні зусилля військ, їх оперативна побудова, способи відбиття наступу противника та розгрому його основного угруповання, система оборонних рубежів, районів і позицій. Замисел операції відображається в плані операції (бою).
У деяких арміях до змісту замислу операції включаються: напрямок головного удару або визначення найважливішого району бойових дій, характер маневру, бойовий порядок, способи застосування зброї масового ураження та звичайної зброї та інші питання, які мають важливе значення для майбутніх бойових дій.